# Mayet

Mayet este o comună în departamentul Sarthe, Franța. În 2009 avea o populație de 3,188 de locuitori.